# Rezistory s proměnnou hodnotou

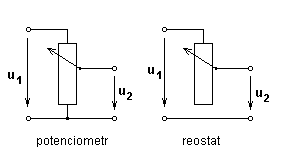
Potenciometr a reostat

Rezistory s proměnnou hodnotou jsou elektrotechnické součástky, které se používají v zapojení jako potenciometr nebo jako reostat.
V zapojení jako potenciometr jde o odporový dělič napětí. Potenciometry se vyrábějí s průběhem lineárním, logaritmickým nebo exponenciálním, v případě potřeby i speciálním. Podle přesnosti se dělí do několika tříd přesnosti od běžných 10 % až po velice přesné potenciometry s chybou v desetinách procenta. Tomu odpovídá i konstrukce potenciometru. Běžné jsou otočné s úhlem pootočení jezdce o 270°, méně často se užívají s přímočarým pohybem jezdce. Podle zatížitelnosti se užívají robustní drátové potenciometry se zatížitelností 15 W i více, pro menší zatížení jsou určeny potenciometry, u nichž je vrstva odporového materiálu nanesena na izolační podložku. Potenciometry tohoto provedení mají mechanickou trvanlivost 10 000 až 30 000 přejezdů dráhy. Nejlehčí provedení, rezistorové trimry, se většinou užívají pro jemné nastavení pracovního bodu obvodu, v němž jsou zapojeny a přenastavují se jen výjimečně. Jejich životnost je do 500 přejezdů a výkonová zatížitelnost bývá v desetinách wattu. Samostatnou skupinou, co se týče přesnosti a robustnosti provedení, jsou víceotáčkové přesné drátové potenciometry, tzv. Aripoty, které přes svoji robustnost jsou určeny pro zatížení jen velmi malými proudy. Užívaly se např. v analogových počítačích.

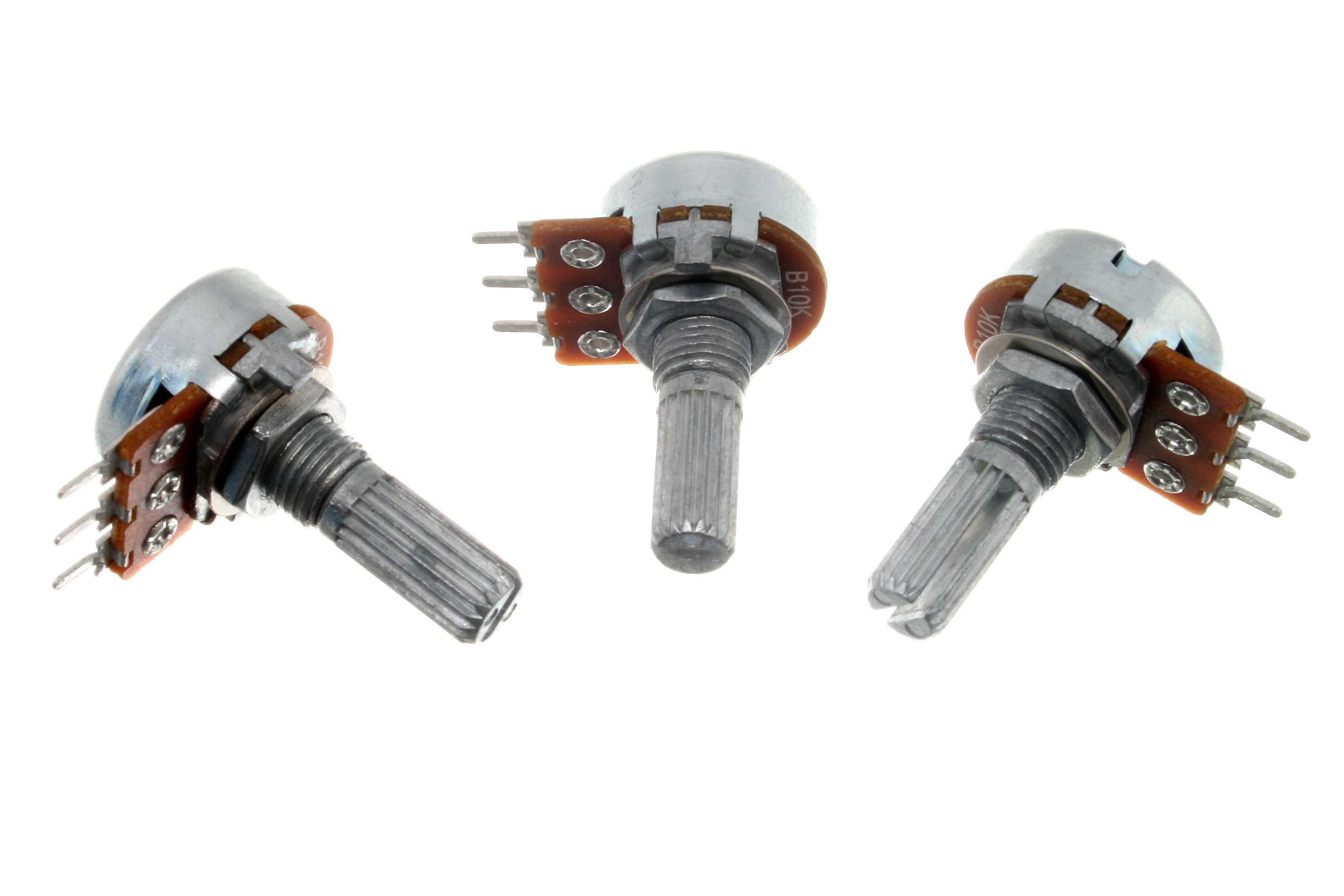
Potenciometry

Reostat je pouze předřadný rezistor s proměnnou hodnotou. U reostatu je výstupní napětí velmi závislé na zátěži a u elektronických zařízení se téměř nepoužívá. Zvláštním druhem reostatu byly vodní reostaty, kterými se regulovaly otáčky kolotočů v zábavních parcích.

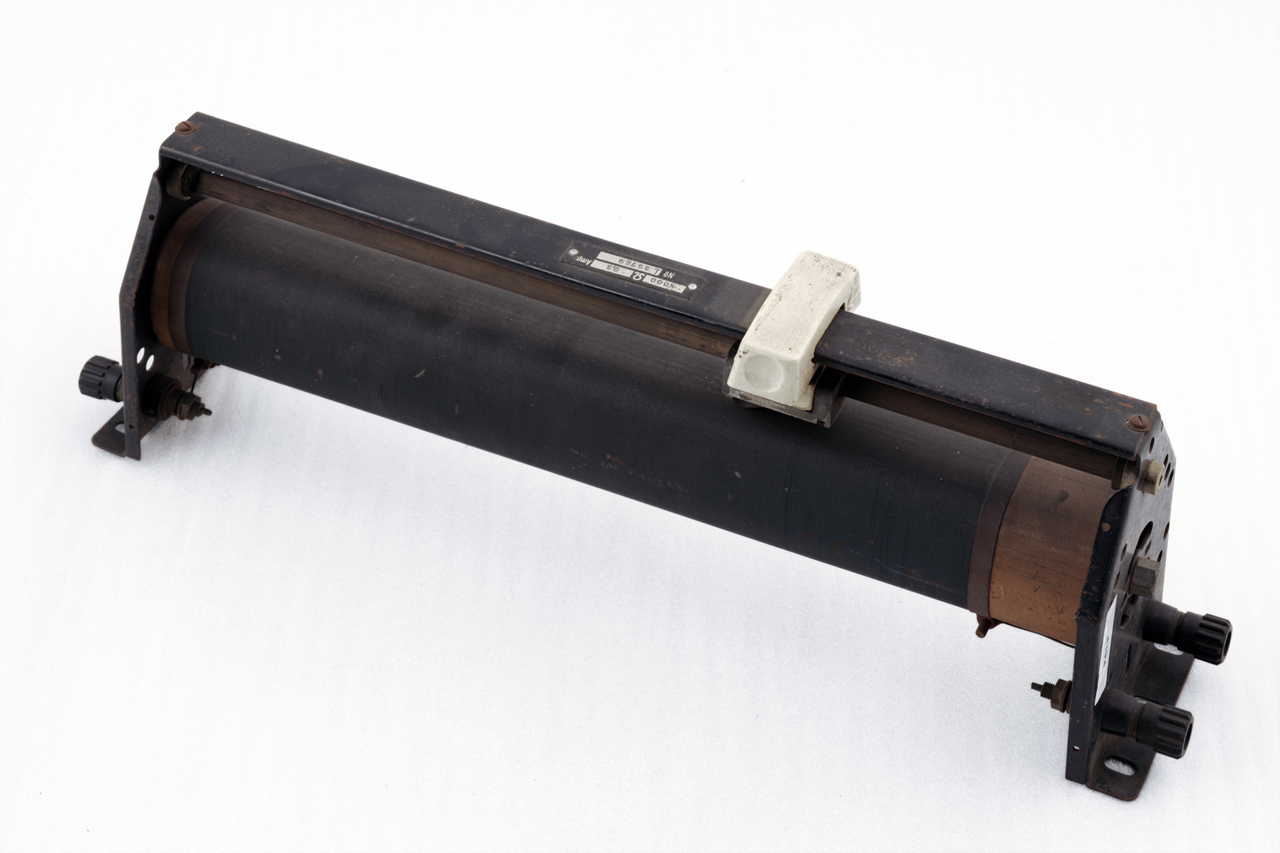
Reostat